# Chorinaeus recurvus
Chorinaeus recurvus là một loài tò vò trong họ Ichneumonidae.